# Yūta Matsumura
Yūta Matsumura (松村 優太?, Yūta Matsumura; Ōsaka, 13 aprile 2001) è un calciatore giapponese, centrocampista dei Kashima Antlers e della nazionale Under-23 giapponese.

## Statistiche

### Cronologia presenze e reti in nazionale
| Cronologia completa delle presenze e delle reti in nazionale ― Giappone under 23 | Cronologia completa delle presenze e delle reti in nazionale ― Giappone under 23 | Cronologia completa delle presenze e delle reti in nazionale ― Giappone under 23 | Cronologia completa delle presenze e delle reti in nazionale ― Giappone under 23 | Cronologia completa delle presenze e delle reti in nazionale ― Giappone under 23 | Cronologia completa delle presenze e delle reti in nazionale ― Giappone under 23 | Cronologia completa delle presenze e delle reti in nazionale ― Giappone under 23 | Cronologia completa delle presenze e delle reti in nazionale ― Giappone under 23 |
| Data                                                                             | Città                                                                            | In casa                                                                          | Risultato                                                                        | Ospiti                                                                           | Competizione                                                                     | Reti                                                                             | Note                                                                             |
| -------------------------------------------------------------------------------- | -------------------------------------------------------------------------------- | -------------------------------------------------------------------------------- | -------------------------------------------------------------------------------- | -------------------------------------------------------------------------------- | -------------------------------------------------------------------------------- | -------------------------------------------------------------------------------- | -------------------------------------------------------------------------------- |
| 23-3-2022                                                                        | Dubai                                                                            | Giappone under 23                                                                | 1 – 0                                                                            | Croazia under 23                                                                 | Amichevole                                                                       | -                                                                                | 65’                                                                              |
| 26-3-2022                                                                        | Dubai                                                                            | Qatar under 23                                                                   | 0 – 2                                                                            | Giappone under 23                                                                | Amichevole                                                                       | -                                                                                | 64’                                                                              |
| 29-3-2022                                                                        | Dubai                                                                            | Arabia Saudita under 23                                                          | 0 – 1                                                                            | Giappone under 23                                                                | Amichevole                                                                       | -                                                                                | 44’ 86’                                                                          |
| 18-11-2022                                                                       | Siviglia                                                                         | Spagna under 23                                                                  | 2 – 0                                                                            | Giappone under 23                                                                | Amichevole                                                                       | -                                                                                | 46’                                                                              |
| 22-11-2022                                                                       | Portimão                                                                         | Portogallo under 23                                                              | 1 – 2                                                                            | Giappone under 23                                                                | Amichevole                                                                       | -                                                                                | 69’                                                                              |
| 24-3-2023                                                                        | Francoforte sul Meno                                                             | Germania under 23                                                                | 2 – 2                                                                            | Giappone under 23                                                                | Amichevole                                                                       | -                                                                                | 59’                                                                              |
| 27-3-2023                                                                        | Murcia                                                                           | Belgio under 23                                                                  | 3 – 2                                                                            | Giappone under 23                                                                | Amichevole                                                                       | -                                                                                | 46’                                                                              |
| 10-6-2023                                                                        | Newport                                                                          | Inghilterra under 23                                                             | 0 – 2                                                                            | Giappone under 23                                                                | Amichevole                                                                       | 1                                                                                | 69’                                                                              |
| 14-6-2023                                                                        | Wiener Neustadt                                                                  | Paesi Bassi under 23                                                             | 0 – 0                                                                            | Giappone under 23                                                                | Amichevole                                                                       | -                                                                                | 73’                                                                              |
| 20-9-2023                                                                        | Hangzhou                                                                         | Giappone under 23                                                                | 3 – 1                                                                            | Qatar under 23                                                                   | Calcio ai XIX Giochi Asiatici                                                    | -                                                                                |                                                                                  |
| 25-9-2023                                                                        | Hangzhou                                                                         | Palestina under 23                                                               | 0 – 1                                                                            | Giappone under 23                                                                | Calcio ai XIX Giochi Asiatici                                                    | -                                                                                | 76’                                                                              |
| 28-9-2023                                                                        | Hangzhou                                                                         | Giappone under 23                                                                | 7 – 0                                                                            | Birmania under 23                                                                | Calcio ai XIX Giochi Asiatici                                                    | -                                                                                | 78’                                                                              |
| 1-10-2023                                                                        | Hangzhou                                                                         | Giappone under 23                                                                | 2 – 1                                                                            | Corea del Nord under 23                                                          | Calcio ai XIX Giochi Asiatici                                                    | 1                                                                                |                                                                                  |
| 4-10-2023                                                                        | Hangzhou                                                                         | Hong Kong under 23                                                               | 0 – 4                                                                            | Giappone under 23                                                                | Calcio ai XIX Giochi Asiatici                                                    | -                                                                                | 89’                                                                              |
| 7-10-2023                                                                        | Hangzhou                                                                         | Corea del Sud under 23                                                           | 2 – 1                                                                            | Giappone under 23                                                                | Calcio ai XIX Giochi Asiatici                                                    | -                                                                                |                                                                                  |
| 18-11-2023                                                                       | Shimizu                                                                          | Giappone under 23                                                                | 5 – 2                                                                            | Argentina under 23                                                               | Amichevole                                                                       | 1                                                                                | 44’                                                                              |
| Totale                                                                           |                                                                                  | Presenze                                                                         | 16                                                                               |                                                                                  | Reti                                                                             | 3                                                                                |                                                                                  |

## Palmarès
- Giochi asiatici: 1

2022